# Святополк (сын Владислава II)
Святополк (Святоплук) (чеш. Svatopluk; XII век — после 15 октября 1169) — представитель династии Пржемысловичей.
Второй сын короля Чехии Владислава II и его первой жены Гертруды фон Бабенберг, дочери маркграфа Австрии Леопольда III Святого и Агнессы Немецкой.
Младший брат Фридриха, князя Чехии (1172—1173 и 1178—1189).
Около 1164 года женился на неизвестной по имени дочери короля Венгрии Гезы II. Согласно летописи Пулкавы, хрониста эпохи Карла IV, в 1164 году, во время отсутствия отца в Богемии убил королевского ключника Воислава, при этом ранив вторую жену Владислава II, королеву-мачеху Ютту Тюрингскую.
После этого, бежал из страны в Венгрию. Позже вернулся на родину. Умер в изгнании в Германии после 15 октября 1169.
Был сводным братом князь Чехии Пржемысла Отакара I.